# Відзнака Президента України «Майбутнє України»
Відзнака Президента України «Майбутнє України» — державна нагорода України — відзнака Президента України, що встановлена з метою відзначення громадян України, іноземців та осіб без громадянства віком до 18 років за прояв особистої хоробрості, відваги, стійкості, патріотизму, активну громадянську позицію, волонтерську діяльність, відстоювання загальнолюдських цінностей, національних інтересів України, її розвитку та гідного майбутнього.

## Історія нагороди
Відзнака Президента України «Майбутнє України» заснована Указом Президента України Володимира Зеленського 29 травня 2025 року.
30 травня 2025 року відзнакою нагороджені перші 24 особи.

## Положення про відзнаку
1. Відзнакою Президента України «Майбутнє України» (далі — відзнака) нагороджуються громадяни України, іноземці та особи без громадянства віком до 18 років за прояв особистої хоробрості, відваги, стійкості, патріотизму, активну громадянську позицію, волонтерську діяльність, відстоювання загальнолюдських цінностей, національних інтересів України, її розвитку та гідного майбутнього.
2. Нагородження відзнакою провадиться указом Президента України.
3. Повторне нагородження відзнакою не провадиться.
4. Представлення до нагородження та вручення відзнаки здійснюється відповідно до Порядку представлення до нагородження та вручення державних нагород України, затвердженого Указом Президента України від 19 лютого 2003 року № 138/2003 (із наступними змінами).[3]
5. Особі, нагородженій відзнакою, разом із відзнакою вручається документ, що посвідчує нагородження.

## Опис
Відзнака виготовляється із позолоченого срібла і має форму круга діаметром 25 мм. Права частина круга містить рельєфне зображення Знака Княжої Держави Володимира Великого. Ліва частина круга — прорізна, у ній вміщено зображення стилізованого паростка з листком, покритим зеленою емаллю.
Зворотний бік відзнаки плоский та має вигравіруваний номер і голку з цанговим затискачем для прикріплення до одягу.

## Послідовність розміщення знаків державних нагород України
Відзнаку носять на грудях зліва і за наявності у нагородженої особи інших державних нагород України розміщують нижче або після них.